# Novosilkî-Oparski, Mîkolaiiv
Novosilkî-Oparski (în ucraineană Новосілки-Опарські) este localitatea de reședință a comunei Novosilkî-Oparski din raionul Mîkolaiiv, regiunea Liov, Ucraina.

## Demografie
Componența lingvistică a localității Novosilkî-Oparski
     Ucraineană (100%)
Conform recensământului din 2001, toată populația localității Novosilkî-Oparski era vorbitoare de ucraineană (100%).